# Escuela Superior de Comercio Carlos Pellegrini
La Escuela Superior de Comercio Carlos Pellegrini (ESCCP) es una institución preuniversitaria pública de enseñanza secundaria de la Ciudad de Buenos Aires. Depende directamente del Rectorado de la Universidad de Buenos Aires y es uno de los establecimientos educativos más prestigiosos y exigentes de la Argentina. El Pellegrini suele obtener destacados resultados en olimpiadas de diversas ciencias, y además, por sus aulas han transitado numerosos alumnos y profesores de renombre.
Fue fundada por el presidente Carlos Pellegrini en 1890 y se constituyó como la primera Escuela de Comercio del país; siendo pionera en el otorgamiento del título secundario de Perito Mercantil.

## Ubicación

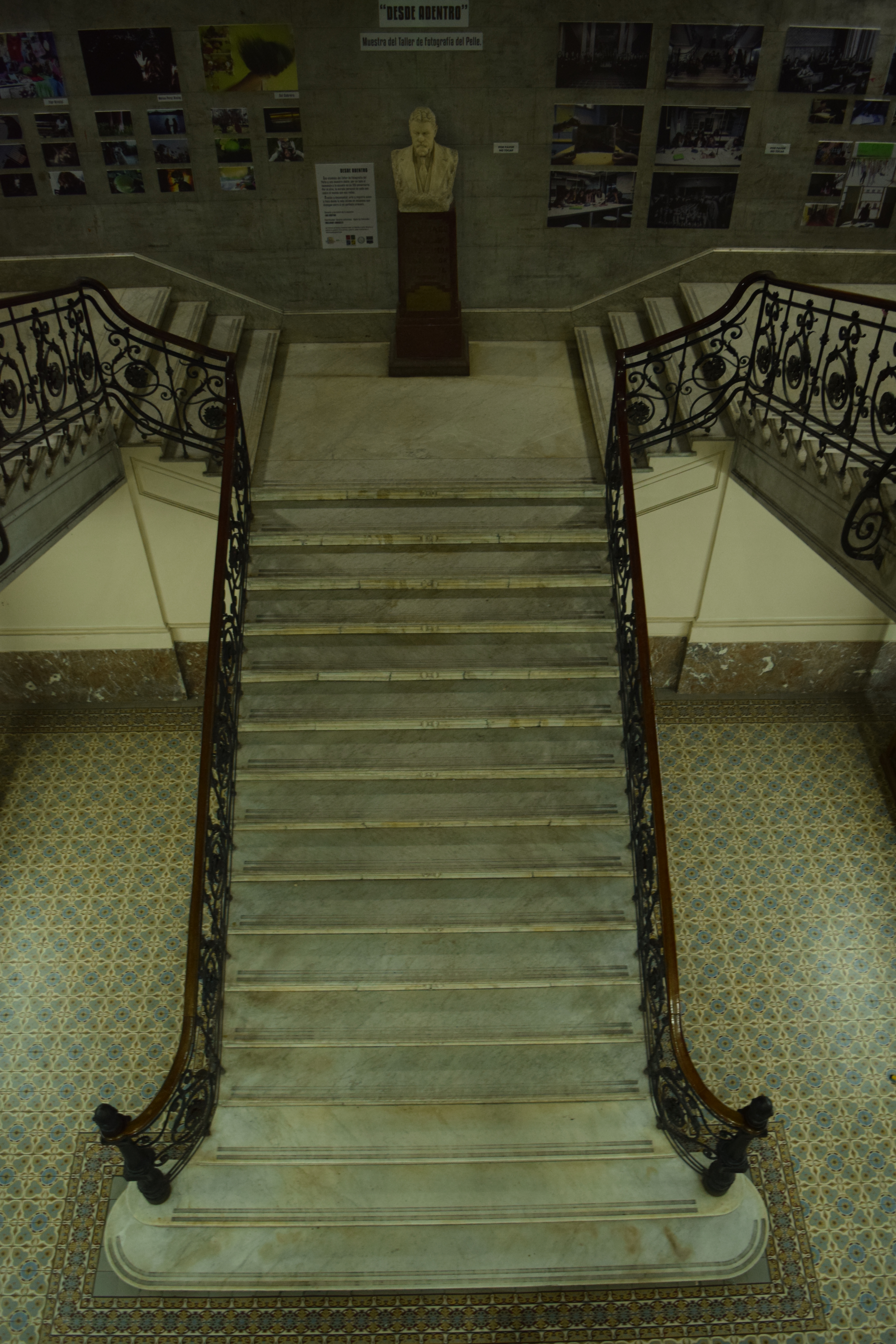
Escaleras del hall principal.

La ESCCP se ubica en la calle Marcelo T. de Alvear 1851, entre Riobamba y Avenida Callao, en el barrio porteño de Recoleta. 

### Medios de Transporte

#### Líneas de Colectivo
- 10 12 29 37 39 59 60 75 99101 106 108 109 111 124 132 140 150 152

#### Subte
- Estación Callao y Estación Facultad de Medicina de la línea D

## Curso de ingreso
Para ingresar al Carlos Pellegrini, se debe realizar un curso de ingreso en el que se evalúan distintas áreas: Matemática, Lengua, Geografía e Historia. Este curso de ingreso, de un año de duración, es el mismo que realizan los aspirantes al Colegio Nacional Buenos Aires. Año tras año, se inscriben más del doble de las vacantes que el Colegio puede albergar. En este escenario,y a lo largo de su historia, ambos colegios adoptan el orden de mérito para lograr el ingreso. Aquí, los mayores puntajes totales de la sumatoria de los 6 exámenes (por orden de mérito) cubrirán las vacantes de los tres turnos (Mañana, Tarde y Vespertino). Las sedes del curso son los ya mencionados establecimientos y el Normal 1, ubicado en Av. Córdoba y Ayacucho, en frente del Palacio de Obras Sanitarias.
El método de evaluación, previo al 2009, consistía en que los candidatos rindieran doce (12) parciales con una nota máxima de 50: tres (3) de Lengua, tres (3) de Matemática, tres (3) de Historia y tres (3) de Geografía. Al final del curso, se establecía un puntaje de «corte», es decir, se estipulaba un puntaje mínimo para ingresar en relación con los resultados obtenidos por todos los concursantes.
Sin embargo, el sistema de la ESCCP y del CNBA cambió en el 2009: La metodología, actualmente consiste en la toma de seis (6) parciales con una nota máxima de 150 y los parciales de la segunda etapa tienen una puntuación de 200: Dos (2) de Lengua, dos(2) de Matemática, uno (1) de Geografía y uno (1) de Historia. La suma de todos los parciales de las distintas materias da como resultado el puntaje final. El principal requisito para no quedar fuera es sumar 400 puntos finales, entre los seis exámenes. Luego se establece la cantidad de vacantes y, posteriormente, el ranking de aspirantes que entrarán. En cantidad, quienes consiguen ingresar son 450 aspirantes por año de un total aproximado de 1000 que comienzan el curso. La asignación de turnos se realiza por medio de un sorteo. Aquellos estudiantes que tengan algún hermano dentro de la escuela tienen la posibilidad de optar por su mismo turno y así evitar el sorteo, con el fin de facilitar la organización de las familias que tienen dos o más hijos en la Escuela.

## Plan de estudios

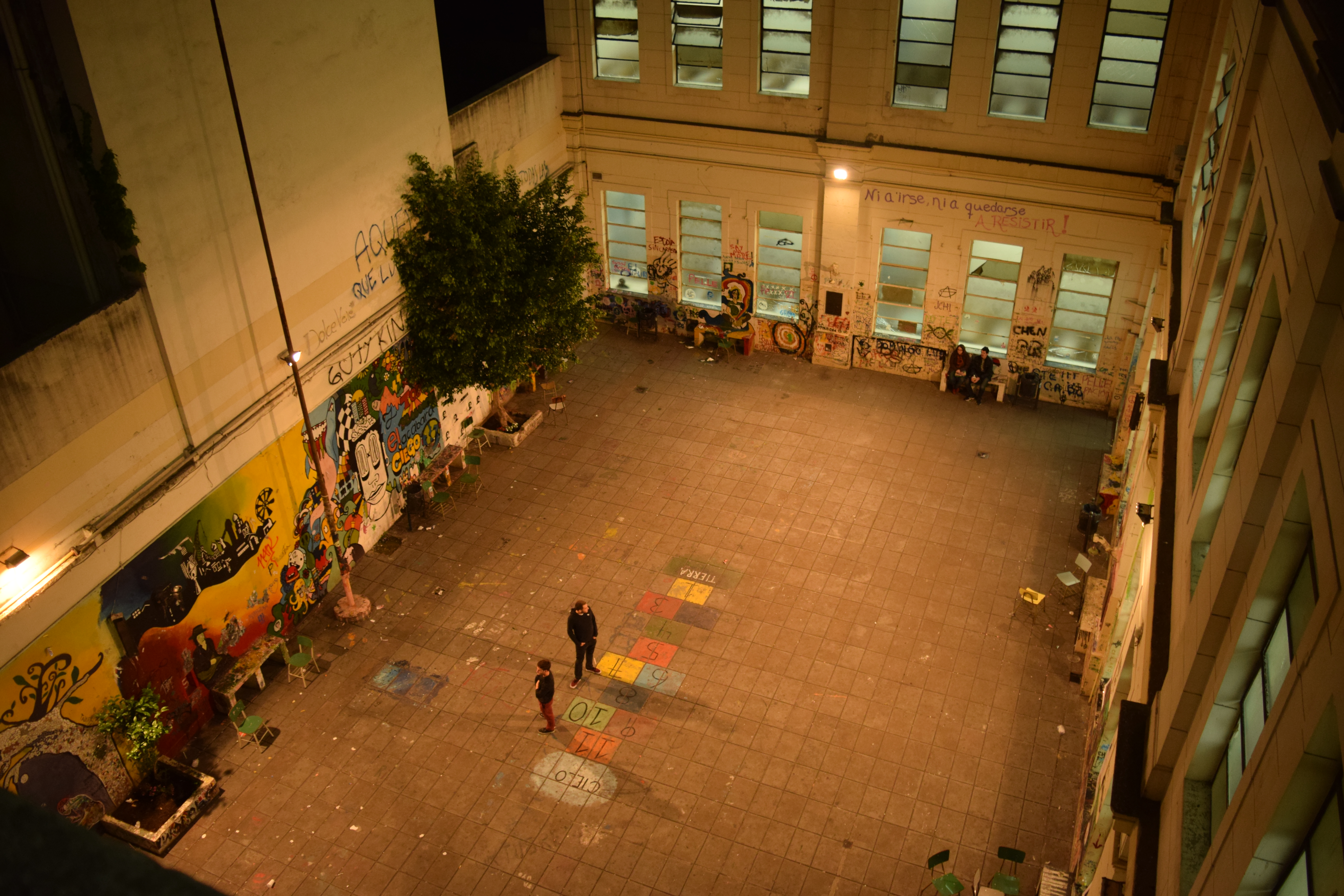
El patio interno del Carlos Pellegrini.

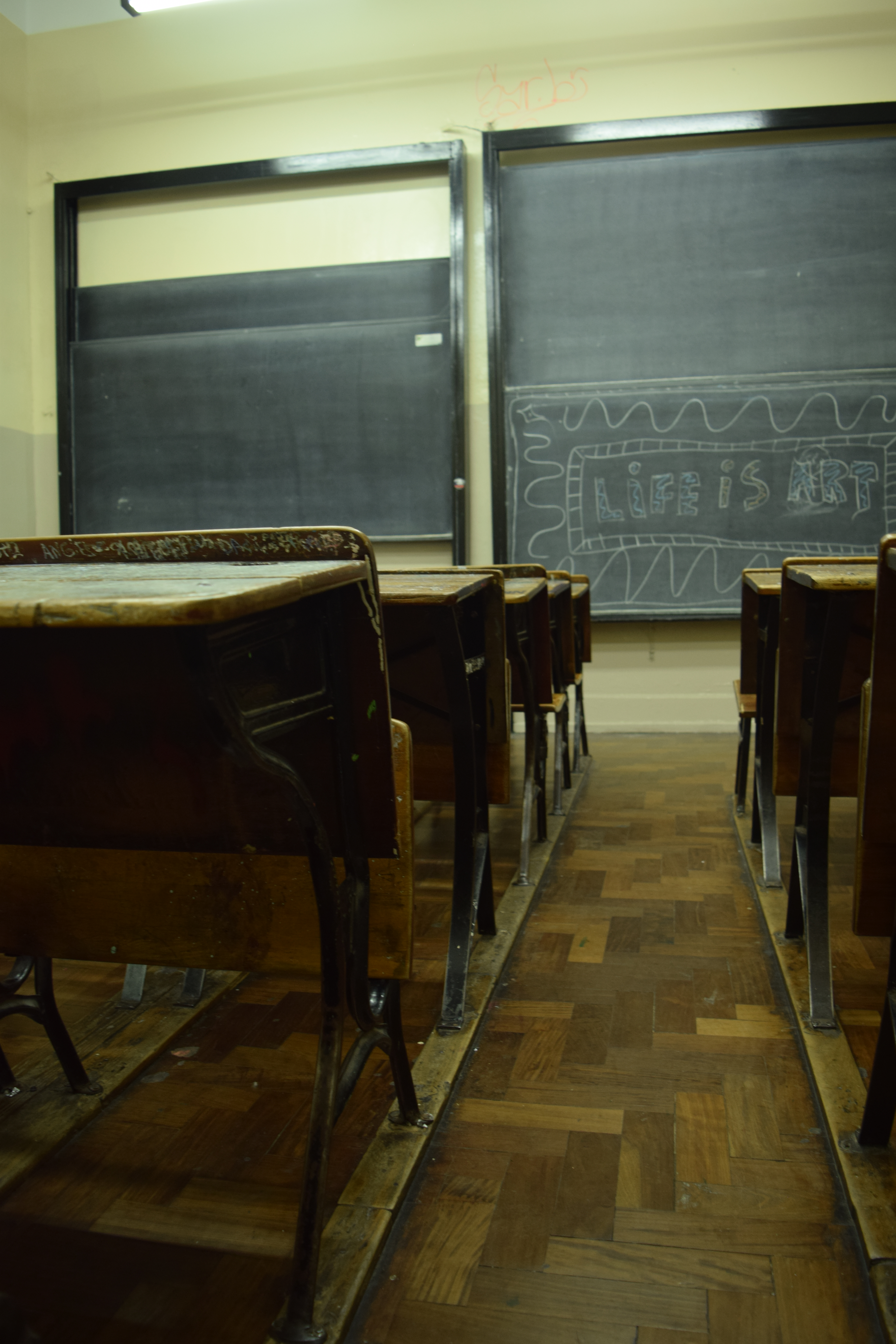
Aula del Carlos Pellegrini.

Al depender directamente de la UBA y no de la Secretaría de Educación porteña, tanto la profundidad de su plan de estudios como su metodología de enseñanza difieren con respecto a los demás establecimientos de la Ciudad de Buenos Aires y de la Argentina en general, logrando así su distinción académica. Esto hace que en la mayoría de las materias se vean temas más profundos que en los demás colegios secundarios, ya sean públicos o privados de renombre.
Si bien la especialidad es Comercial, el Carlos Pellegrini ha ido profundizando su currícula Social-Humanística, generando así, una visión mucho más amplia en su alumnado. Materias como Acción Solidaria otorgan un espacio de reflexión y concientización social del alumno, enriqueciendo así su formación académica.
Además, mediante viajes de intercambio y planificaciones durante el año, se promueve enfáticamente la educación de lenguas extranjeras: Inglés y francés.

## Sistema de evaluación

### Período de orientación y recuperación
Aquellos alumnos que no consiguieron alcanzar los 26 puntos en una materia pero suman por lo menos 16 (promedio 4 puntos; los alumnos que sumen menos de 16 puntos o que sus integradoras no superen los 4 puntos, se deberán presentar directamente a la Mesa de Examen de febrero) deberán presentarse durante el período de recuperación del mes de noviembre. En dicho período, el profesor que les impartió las clases durante el año deberá, durante los días y horarios en los que daba clases a la división de estos alumnos, presentarse y sacar todas las dudas que los mismos pudieran tener con respecto a la materia en sí o a la evaluación.
Al finalizar estas dos semanas de recuperación, se procede a evaluar los conocimientos adquiridos por los alumnos. El profesor prepara una evaluación que abarca todos los temas y conocimientos adquiridos en el año, sin embargo, el profesor tiene la opción de tomarle a cada uno el cuatrimestre reprobado, en vez de tomarle los dos cuatrimestres (si el alumno reprobó los dos cuatrimestres deberá rendirlos sin importar la decisión del profesor)
Para aprobar se necesita, al igual que durante el año regular, alcanzar los 7 puntos. Si se obtienen menos de 4 puntos, el alumno se lleva la materia directamente a la mesa de examen de febrero. El alumno que obtuviese una nota entre los 4 puntos y los 6 se llevará la materia al siguiente período de evaluación: la Mesa de examen de diciembre.

### Mesa de examen de diciembre
La mesa examen de diciembre es un grupo de tres o más profesores que evalúan a todos los alumnos de las diferentes divisiones que han reprobado la materia en cuestión. A diferencia del período de recuperación, la prueba es evaluada por tres profesores y todas las divisiones rinden el examen en el mismo lugar.
Si no se aprueba en esta instancia, el alumno debe presentarse a la próxima instancia de recuperación, la mesa de examen de febrero.

### Mesa de examen de febrero
Esta instancia tiene el mismo mecanismo que la mesa de examen de diciembre.

### Mesa de examen de marzo
La mesa de examen de marzo es la última instancia antes de que la materia pase a tener el estatus de previa. Exceptuando lo dicho, y el hecho de que en esta instancia no pueden rendirse más de dos asignaturas, es igual a las de diciembre y febrero.
No aprobar la materia en cuestión en esta instancia significa pasar a tener una materia previa.
En caso de que las materias no aprobadas en esta instancia sean dos o más significará no haber conseguido pasar de año, quedando automáticamente libre ya que en la ESCCP no se repiten los años.
Si el alumno con dos o más previas quisiese continuar sus estudios en el Carlos Pellegrini podrá, en su condición de alumno libre, presentarse en la Mesa de examen de junio. Muchos alumnos con dos previas suelen cambiarse de escuela ya que los demás establecimientos educativos de la ciudad de Buenos Aires aceptan dicha cantidad como válida para pasar de año.

### Mesa de examen de julio
En esta mesa se presentan los alumnos en condición de libres o los alumnos regulares que posean materias previas. Sus características son similares a las de diciembre, febrero y marzo, aunque la cantidad de alumnos es significativamente menor.

## Historia

### Creación y primeros años de la Escuela de Comercio de la Capital de la República

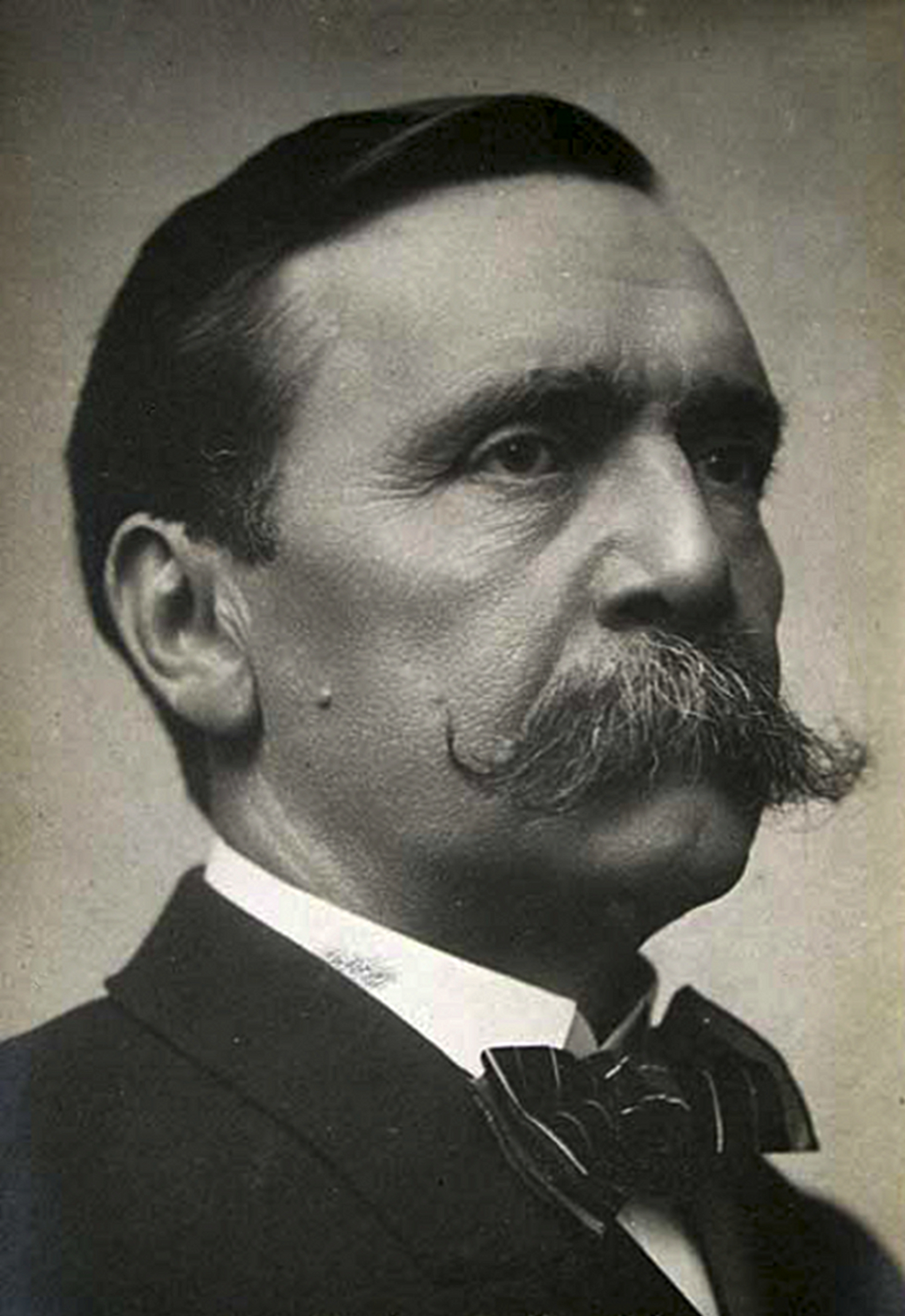
Carlos Pellegrini, fundador de la escuela que hoy lleva su nombre.

En las postrimerías del siglo XIX, momento en el que la Argentina se transformaba y crecía económicamente, se planteó la necesidad de atender las exigencias de un comercio pujante y de la formación de jóvenes profesionales en el área contable; en una comunidad donde se manifestaban grandes cambios socioeconómicos por el impacto de los adelantos científicos y técnicos operados en el mundo.
El 19 de febrero de 1890, a través de un decreto promulgado por Carlos Pellegrini en su carácter de vicepresidente en ejercicio del Poder Ejecutivo y refrendado por el ministro de Justicia, Culto e Instrucción Pública, Filemón Posse; se creó la Escuela de Comercio de la Capital de la República, que comenzó a funcionar en un edificio ubicado en la calle Alsina 1552.
En su primer plan de estudios se destacaban campos del conocimiento vinculados a las matemáticas y al cálculo mercantil, a la teneduría de libros y a los idiomas extranjeros, necesarios para el creciente comercio internacional que se expandía.

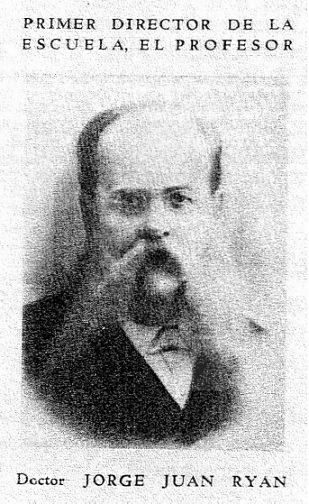
Juan José Ryan, primer director (1890-1892).

En 1892 el ministro Balestra introdujo la primera reforma del plan de estudios que estableció su duración en 5 años, al final de los cuales se otorgaban los diplomas de Contador Público, Traductor Público de las lenguas francesas e inglesas, Calígrafo Público o Perito Mercantil.
En 1894 una nueva reforma dividió los 5 años en 2 de "Cursos Preparatorios" y 3 de "Cursos Comerciales", luego de los cuales se obtenía el título de "Licenciado en Ciencias Comerciales". Para ingresar a los "Cursos Preparatorios" se requería a los alumnos tener 14 años de edad y rendir un examen de ingreso sobre escritura, lectura, aritmética, gramática y geografía de la República.

### Formación de la Escuela Técnica Otto Krause y de la Escuela Superior de Comercio
El ministro de Instrucción Pública Antonio Bermejo perteneciente al gobierno del José Evaristo Uriburu (en el período 1895-1898), llevó al Congreso de la Nación la propuesta de incluir una partida de dinero para crear una Sección Anexa en la Escuela Nacional de Comercio, que luego se desarrolla como la Escuela Industrial de la Nación (posteriormente Escuela Técnica Otto Krause).

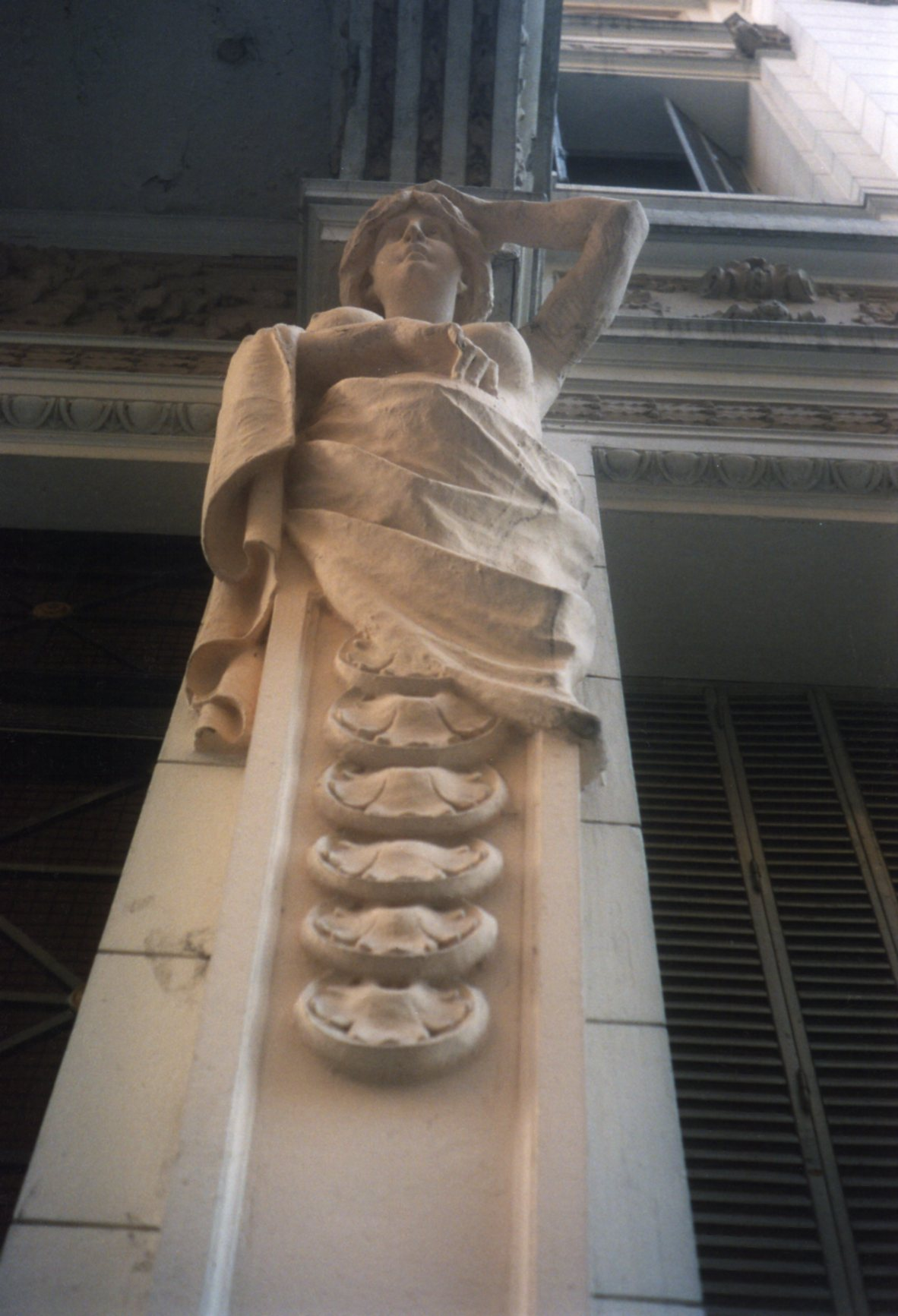
Cariátide junto a la puerta principal.

En 1905, la Escuela fue categorizada como Escuela Superior.
Entre tanto, se habían creado en el país otras escuelas de comercio y a fin de dar a las mismas un plan orgánico general, el Poder Ejecutivo, siendo Ministro de Instrucción Pública el Dr. Joaquín V. González, dictó el 16 de febrero de 1905, un decreto dividiendo las escuelas existentes en tres categorías: Superior, Medias y Elementales. La Escuela de Comercio de la Capital perteneció a la primera categoría, dictándose en ella los siguientes cursos:
- Para Dependientes Idóneos (nocturno) con 3 años de estudio.
- Para Peritos Mercantiles, con 4 años.
- Para Contadores Públicos (nocturno), con 3 años.

Por entonces, se autorizó la adquisición del terreno ubicado en la calle Charcas (hoy Marcelo T. de Alvear) entre Callao y Riobamba, con destino al edificio de la Escuela que se inauguraría en 1909 y en el que funciona actualmente, proyectado por el arquitecto Gino Aloisi.
En 1908, por iniciativa del diputado Juan Balestra, la Escuela pasó a denominarse Carlos Pellegrini, en recuerdo de su fundador.

### Formación de la Facultad de Ciencias Económicas
Sobre la base de esta Escuela y por decreto de fecha 26 de febrero de 1910 del presidente José Figueroa Alcorta, refrendado por su ministro de Instrucción Pública Rómulo S. Naón, se creó el Instituto de Altos Estudios Comerciales, que después de algunas vicisitudes de supresión y restablecimiento, se convirtió en la actual Facultad de Ciencias Económicas (UBA). A partir del 30 de septiembre de 1913, la Escuela Superior de Comercio pasó a depender de la Universidad de Buenos Aires, con el carácter de cursos preparatorios anexos a la citada Facultad.
En el año 1931, por disposición de los nuevos estatutos universitarios, la Escuela fue desanexada de la Facultad de Ciencias Económicas, pasando a depender directamente del Rectorado de la Universidad de Buenos Aires y del Consejo Superior de la misma. En 1946 los estudios se extendieron a 6 años al intensificarse los conocimientos técnicos e introducirse asignaturas humanísticas.
Siete años más tarde, en 1953, se incorporaron mujeres al alumnado en el turno tarde. Las únicas presencias femeninas hasta el momento se contaban entre los docentes: la primera profesora mujer se había incorporado a la escuela en 1923. En 1961 entraron por primera vez mujeres al turno mañana y en 1966 al turno vespertino.
En el año 1968, mediante resolución del Rectorado de la Universidad, se procedió a modificar el plan de estudios vigente, sobre la base de las conclusiones del informe de una comisión designada para efectuar un análisis de las estructuras, objetivos y contenidos curriculares del mencionado plan.
Se establecía que el objeto de la escuela era preparar a sus alumnos para darles formación integral tanto desde el punto de vista intelectual como social, proporcionándoles los elementos técnicos que les permitieran ejercer la profesión contable primaria y los humanísticos y científicos que fundamentaran su cultura y los habilitaran para el ingreso directo a cualquier disciplina que se dictara en la universidad. Se modificaba la denominación tradicional del título de Perito Mercantil por la de Bachiller Comercial.
El plan de estudios modificado se aplicó a partir de 1969, pero se dejó sin efecto su implementación a partir de 1973. En ese momento se redujo el plan a cinco años, volviéndose a otorgar el título de Perito Mercantil.

### Intervención militar y posterior normalización

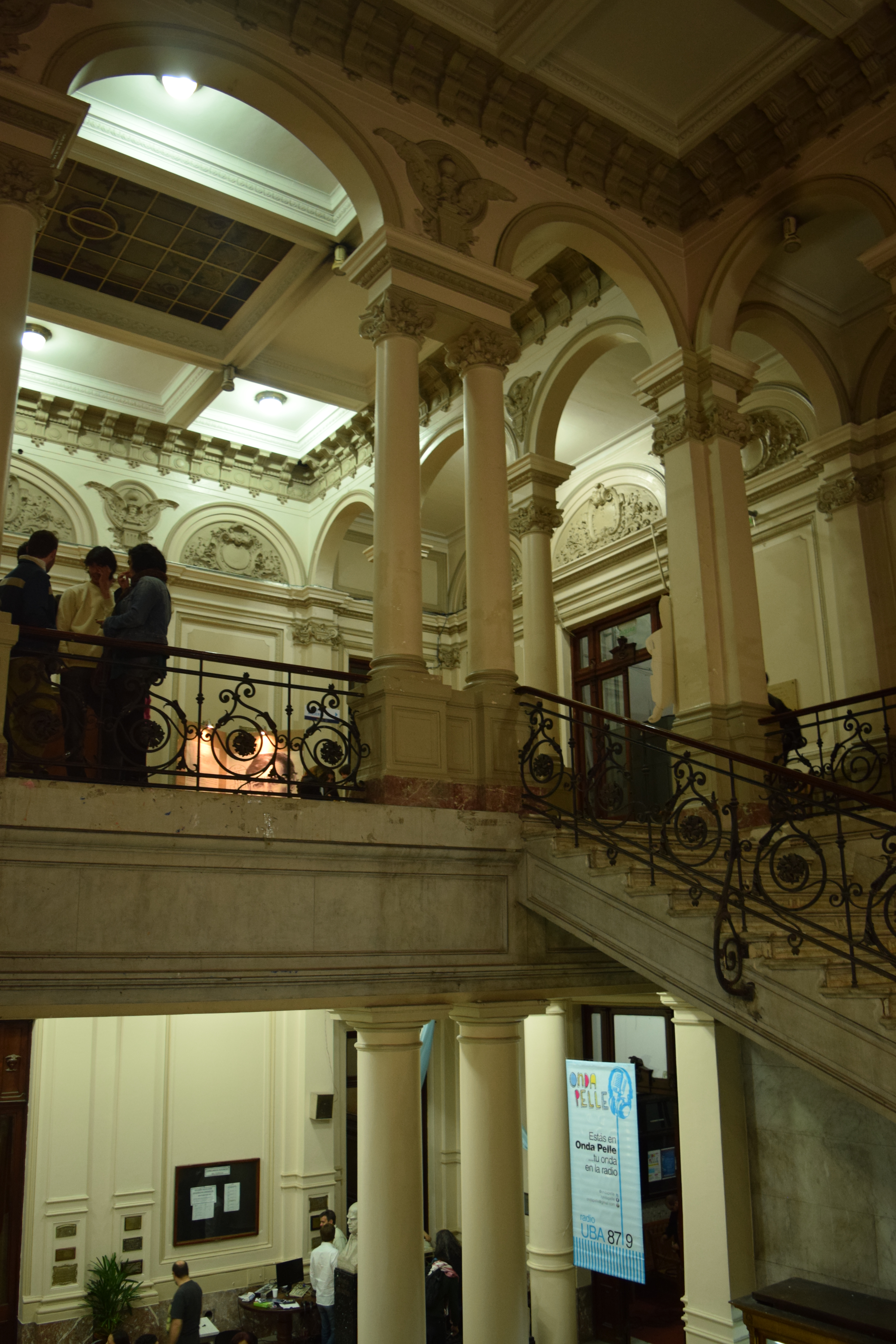
Arquitectura italiana del edificio.

Producido el golpe de Estado del 24 de marzo de 1976, la intervención militar de la universidad solicitó a las autoridades de la escuela la elaboración de un nuevo plan de estudios que restaure los objetivos básicos, su prestigio y el nivel académico que tradicionalmente la caracterizaron (sic). Surgió así el plan de estudios de 1977, que restablecía los 6 años de duración de los estudios, otorgando el título de Bachiller en Ciencias Comerciales.
Restaurado el sistema democrático en el país en diciembre de 1983, el Rector Normalizador de la UBA creó por Resolución N.º 943 del 6 de agosto de 1984, la Comisión Asesora del Área Pedagógica de la ESSCP. La misma se convirtió en canal de expresión de los distintos componentes de la comunidad educativa que participaron de la reforma pedagógica.
La Reforma Curricular de 1985 estableció un Ciclo Medio completo de 5 años de duración dividido en un Ciclo General y un Ciclo Superior.
El plan de estudios quedó organizado en un Ciclo Medio completo de cinco años de duración, dividido en:
- un Ciclo General de tres años y contenido formativo en un sentido integral;
- un Ciclo Superior de dos años que da continuidad a la formación general e incorpora contenidos de formación específica. Se ofrecen dos orientaciones posibles a opción del alumno: Administrativa-Contable y Socioeconómica.

Al término de este Ciclo Medio el alumno egresa con el título de Perito Mercantil. Existe un Ciclo Técnico optativo de un año de duración donde se cursan asignaturas equivalentes a similares del Ciclo Básico Común de la Universidad de Buenos Aires y otras materias cuya finalidad es el perfeccionamiento de la capacidad laboral y técnica del estudiante. Al término de este ciclo adicional, el alumno egresa con el título de Bachiller en Ciencias Comerciales.
Luego de una experiencia de más de diez años, en 1999, el plan de estudios fue repensado y se introdujeron gradualmente algunos cambios con el objetivo de adecuarlo a las nuevas demandas de la sociedad y del mundo del trabajo y a los cambios en el conocimiento y las tecnologías y dar respuesta a los problemas detectados a partir de un trabajo institucional de diagnóstico realizado durante los años 1997 y 1998.

### Crisis del 2007 y recuperación

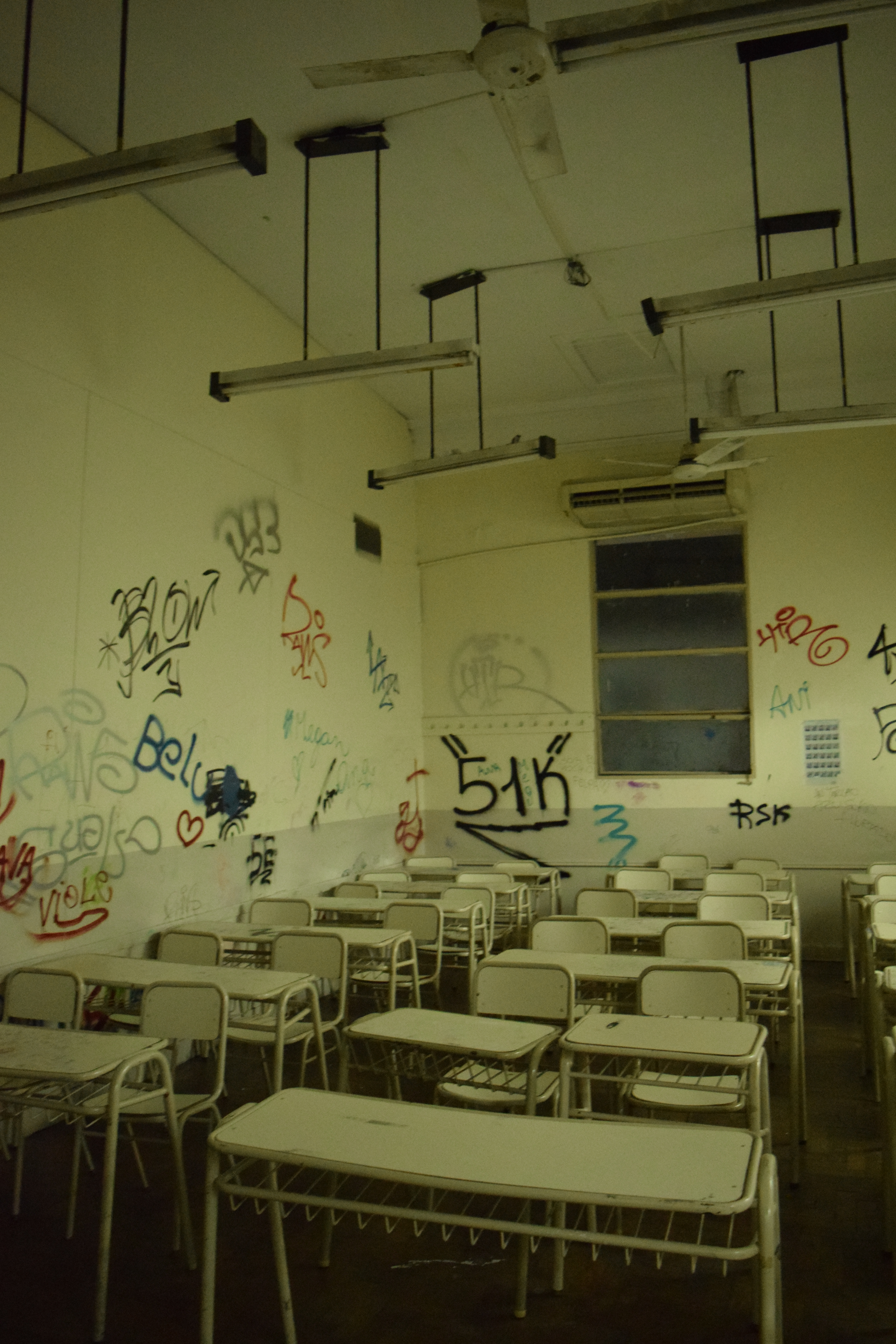
Aula de la escuela.

Durante el año 2007, tras la finalización de la gestión de Abraham Gak, que abrió paso a la de Viegas, el Carlos Pellegrini sufrió una crisis institucional manifestada en la toma del establecimiento y más de 80 amenazas de bomba, ya que los estudiantes no estaban de acuerdo con el cambio del plan de estudios que proponía el rector (Plan que nunca fue conocido del todo).
A fines del año 2007, el Rector Juan Carlos Viegas debió renunciar por no poder controlar la crisis, asumiendo el cargo el Lic. Héctor Oscar Pastorino. En el año siguiente, 2008, el número de inscriptos disminuyó a la mitad debido al desprestigio de la Escuela, por lo que pudieron ingresar la casi totalidad de los aspirantes.
Luego, tras crearse el Consejo de Escuela Resolutivo, el cual se puso en funcionamiento a fines de 2010, el consejo superior de la UBA eligió a Jorge Fornasari como nuevo rector, a partir de 2011. Tras dos meses de gestión, se desató una nueva crisis a la cual le siguieron otros rectores que duraron muy poco tiempo (Raúl Juárez Roca y Claudia Plonzyk) hasta la designación de Marcelo Roitbarg, de destacada trayectoria docente.
A partir de la Gestión de Marcelo Roitbarg, se comenzó una lenta recuperación del Prestigio, que continuó en las gestiones de Leandro Rodríguez (primer Rector que finaliza su mandato luego de Gak) y de Ana Barral destacándose la incorporación de paneles virtuales en las aulas, el programa Veni al Pelle, la participación de los alumnos en las múltiples olimpiadas, intercambios con escuelas de otros países, hasta una alumna que fue becada por la NASA con lo cual, hoy el Pellegrini logró la misma cantidad de aspirantes en el curso de ingreso previo a la crisis de 2007.

## Política y gobierno

### Lista de Directores y Rectores
| N.º | Director/Rector                                                    | Período                                    |
| --- | ------------------------------------------------------------------ | ------------------------------------------ |
| 1   | Juan José Ryan                                                     | 19 de febrero de 1890 - 7 de abril de 1893 |
| 2   | Santiago Fitz Simon (07/04/1893-01/07/1914)                        |                                            |
| 3   | Fermín Eguía (01/07/1914-31/08/1921)                               |                                            |
| 4   | Wenceslao Urdapilleta (T.M.) (01/09/1921-04/05/1931)               |                                            |
| 5   | Alberto Cassagne Serres (T.N.) (01/09/1921-04/05/1931)             |                                            |
| 6   | José González Galé (T.T.) (01/09/1921-01/03/1929)                  |                                            |
| 7   | Luis Moreno (T.T.) (01/03/1929-04/05/1931)                         |                                            |
| 8   | Wenceslao Urdapilleta (04/05/1931-01/08/1945)                      |                                            |
| 9   | Luis Moreno (primero con título de rector) (02/08/1945-21/01/1951) |                                            |
| 10  | Evaristo Manuel Piñón Filgueiras (6/11/1950-01/03/1953)            |                                            |
| 11  | Oscar Salvador Martini (01/03/1953-27/05/1955)                     |                                            |
| 12  | Evaristo Rogelio Medrano (30/06/1955-01/09/1955)                   |                                            |
| 13  | Eduardo Luis Mangiante (01/09/1955-26/09/1955)                     |                                            |
| 14  | Carlos Arturo Ienna (interventor)(01/10/1955-05/12/1955)           |                                            |
| 15  | Hilmar Didier Digiorgio (05/12/1955-18/04/1962)                    |                                            |
| 16  | Hugo Vicente Biolcati (18/04/1962-23/11/1971)                      |                                            |
| 17  | Carlos Alberto Rinaldi (interventor) (24/11/1971-29/12/1971)       |                                            |
| 18  | Álvaro Cartelli (01/02/1972-01/06/1973)                            |                                            |
| 19  | Ramón Antonio Vilutis (05/06/1973-20/09/1974)                      |                                            |
| 20  | Pablo César Marini (07/11/1974-25/04/1975)                         |                                            |
| 21  | Carlos Celestino Tizado (25/04/1975-05/09/1975)                    |                                            |
| 22  | Cesar Felipe Costa (09/09/1975-12/04/1976)                         |                                            |
| 23  | Álvaro Cartelli (12/04/1976-27/12/1983)                            |                                            |
| 24  | José Roberto Escribal (05/01/1984-19/03/1993)                      |                                            |
| 25  | Abraham Leonardo Gak (19/03/1993-23/05/2007)                       |                                            |
| 26  | Juan Carlos Viegas (20/06/2007-30/11/2007)                         |                                            |
| 27  | Héctor Oscar Pastorino (01/12/2007-31/12/2010)                     |                                            |
| 28  | Jorge Fornasari (01/02/2011-19/05/2011)                            |                                            |
| 29  | Raúl Juárez Roca (19/05/2011- 31/05/2011)                          |                                            |
| 30  | Claudia Plonczyk (31/05/2011-14/07/2011)                           |                                            |
| 31  | Marcelo Roitbarg (14/07/2011-28/02/2015)                           |                                            |
| 32  | Leandro Esteban Rodríguez (01/03/2015- 01/03/2019)                 |                                            |
| 33  | CAna Barral (01/03/2019- en el cargo)                              |                                            |

### Lista histórica de Presidentes y Secretarios Generales del Centro de Estudiantes
A continuación se muestran los presidentes (creado en marzo de 1984) a lo largo de su historia, con los respectivos años y agrupaciones políticas.
| Año | Presidente o presidenta | Secretario o Secretaria General | Agrupación |
| --- | --- | --- | --- |
| 1985 | Cuerpo de Delegados CECaP | Cuerpo de Delegados CECaP | Cuerpo de Delegados CECaP |
| 1986 | Comisión Directiva conducción CECaP Gonzalo Berra (Lista Franja Morada)                                                                                    | Comisión Directiva conducción CECaP Gonzalo Berra (Lista Franja Morada)                                                                                    | Comisión Directiva conducción CECaP Gonzalo Berra (Lista Franja Morada)                                                                                    |
| 1987 | Comisión Directiva conducción CECaP (Lista Convergencia mayoría)                                                                                           | Comisión Directiva conducción CECaP (Lista Convergencia mayoría)                                                                                           | Comisión Directiva conducción CECaP (Lista Convergencia mayoría)                                                                                           |
| 1988 | Comisión Directiva conducción CECaP | Comisión Directiva conducción CECaP | Comisión Directiva conducción CECaP |
| 1989 | Comisión Directiva conducción CECaP 1º vocal Hernan Pose (Lista Convergencia mayoría)                                                                      | Comisión Directiva conducción CECaP 1º vocal Hernan Pose (Lista Convergencia mayoría)                                                                      | Comisión Directiva conducción CECaP 1º vocal Hernan Pose (Lista Convergencia mayoría)                                                                      |
| 1990 | Comisión Directiva conducción CECaP 1º vocal Mauro Vello (Lista Convergencia mayoría)                                                                      | Comisión Directiva conducción CECaP 1º vocal Mauro Vello (Lista Convergencia mayoría)                                                                      | Comisión Directiva conducción CECaP 1º vocal Mauro Vello (Lista Convergencia mayoría)                                                                      |
| 1991 | Martin Pogliano | Gastón Ain | Lista Convergencia |
| 1992 | Gastón Vello | Leandro Esteban Rodríguez | Lista Convergencia |
| 1993 | Leandro Esteban Rodríguez | Facundo Maldonado | Lista Convergencia |
| 1994 | Juan Pablo Vázquez | Leandro Gil | Lista Convergencia |
| 1995 | Daniel Konig | Marcelo Chantione | Lista Convergencia |
| 1996 | Gabriel Sued | Matias Triguboff | Lista 8 |
| 1997 | Mariano Ugi's Ianigro | Matías Piccinelli | Lista 8 |
| 1998 | Santiago Antognoli | Santiago Alfiz | Lista Convergencia |
| 1999 | Mariano Nano Rodríguez | Enrique Ochoa | Lista Convergencia |
| 2000 | Lucas Bucci | Arturo Pozzalli | Lista 8 |
| 2001 | Esteban Nicolás Kraizer | Martín Mosquera | Lista 16 de Septiembre |
| 2002 | Bruno Doug Ferreccio | Fernando Narzo González | Lista 792 |
| 2003 | Martín Estigarribia* | Federico Dos Reis | Lista 17 |
| 2004 | Christian Ezequiel Armenteros | Ezequiel Marín Iglesias | Lista 69 |
| 2005 | Javier Díaz | Agustín Schmukler | Lista 1, FEL |
| 2006 | Juan Marino | Manuela Estigarribia | Lista 1, FEL |
| 2007 | Julián Asiner | Alejo Ariel | Lista 1, FEL |
| 2008 | Martín Lerner | Agustín Fabbricatore | Lista 9 |
| 2009 | Federico Schujman | Natalia Saralegui | Lista 1, FEL |
| 2010 | Federico Schujman* | Natsumi Shokida | Lista 1, FEL |
| Junio de 2010 | Destitución de la conducción del CECaP | Destitución de la conducción del CECaP | Destitución de la conducción del CECaP |
| Jun-Dic de 2010 | Comisión Directiva conducción CECaP | Comisión Directiva conducción CECaP | Comisión Directiva conducción CECaP |
| 2011 | Ana Minujín | Federico Fernández | Lista 39 |
| 2012 | Diego Belaunzaran Colombo | Milena Montaner | Lista 13, Cambalache |
| 2013 | Hernán Schujman | Nicolas Goldman | Lista 39 |
| 2014 | Maia Gutter Brodsky | Guido Loffreda | Lista 39 |
| 2015 | Lautaro Gjik | Laura Levy Hara | Lista 16, Unidos y Organizados |
| 2016 | Ofelia Fernández | Victoria Camino | Lista 13, El Estallido |
| 2017 | Ofelia Fernández | Victoria Camino | Lista 13, El Estallido |
| 2018 | Gonzalo Cardona | Natalia Mira | Lista 10, Unidad Estudiantil (Oktubre + La Creciente) |
| 2019 | Ana Bellati | Eugenia Marino | Lista 13, El Estallido |
| 2020 (hasta junio de 2021) | Trinidad Mato | Kiara Sánchez | Lista 10, La Creciente |
| Junio 2021 | [Ausencia de elecciones por pandemia] Comisión Directiva conducción CECaP 1º vocalia Micaela A. Güera de Souza - Renata Avena ''(Lista 10, La Creciente)'' | [Ausencia de elecciones por pandemia] Comisión Directiva conducción CECaP 1º vocalia Micaela A. Güera de Souza - Renata Avena ''(Lista 10, La Creciente)'' | [Ausencia de elecciones por pandemia] Comisión Directiva conducción CECaP 1º vocalia Micaela A. Güera de Souza - Renata Avena ''(Lista 10, La Creciente)'' |
| 2022 | Micaela A. Güera de Souza | Dolores Zattera | Lista 10, La Creciente |
| 2023 | Malena Strauchler | Julieta D´Aloisio | Lista 13, El Estallido |
| 2024 | Violeta Presta | Inés Ramírez | Lista 17, Frente Unidos Triunfaremos (Oktubre + La Creciente)                                                                                              |
| 2025 | Delfina Carbajal | Laura Zukerfeld | Lista 17, Frente Unidos Triunfaremos (Oktubre + La Creciente)                                                                                              |
| NOTA: (*)Indica renuncia o inhabilitación del presidente y su reemplazo por el secretario general, quien asume ambas funciones. | | | |